# Harry Harrison

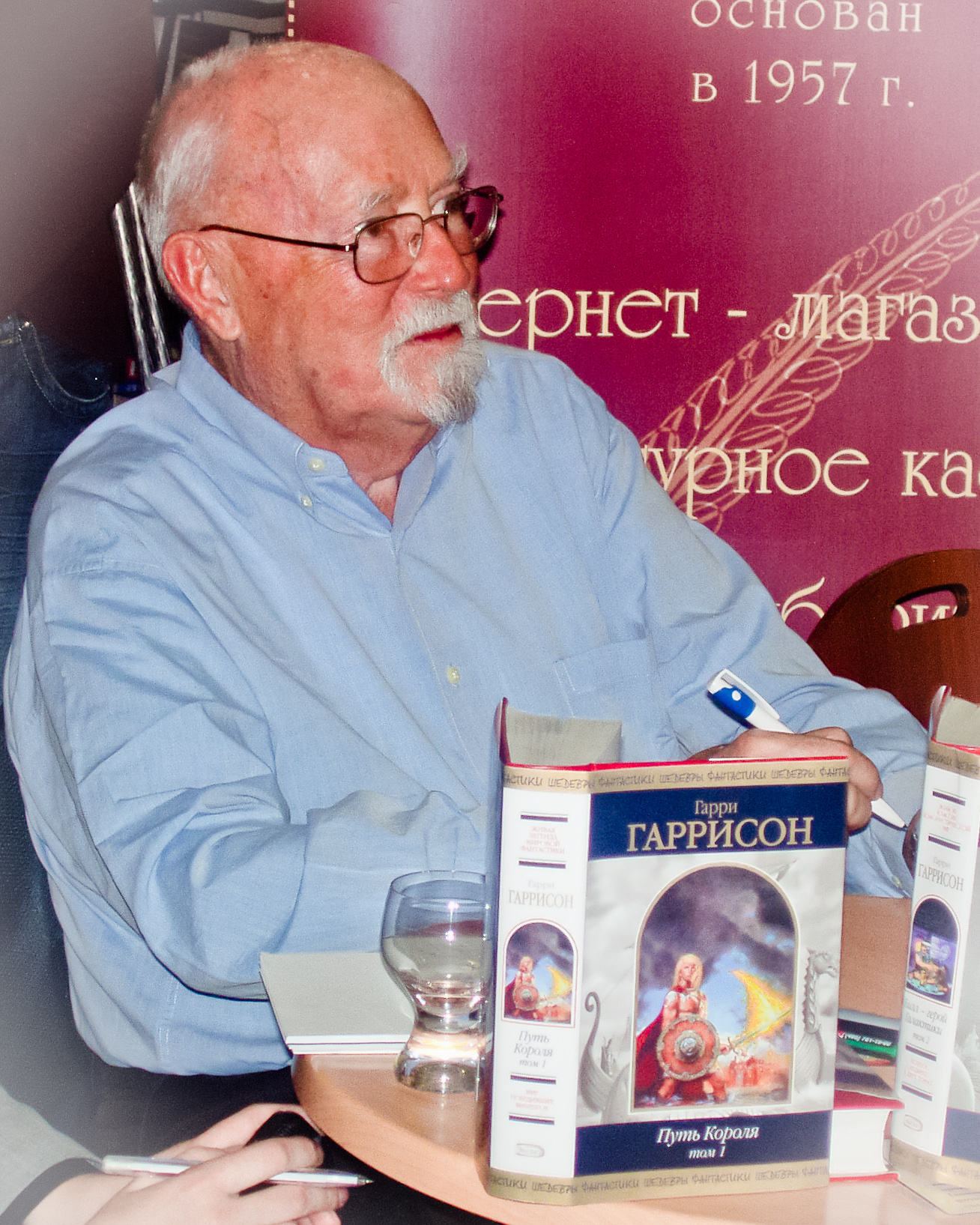
Harry Harrison (2008)

Harry Harrison (geboren als Henry Maxwell Dempsey am 12. März 1925 in Stamford, Connecticut; gestorben 15. August 2012 in Crowborough, East Sussex, England) war ein US-amerikanischer Science-Fiction-Schriftsteller, vor allem bekannt als Autor der Romanvorlage für den Film … Jahr 2022 … die überleben wollen und als Schöpfer der Figur des Jim DiGriz, der „Stahlratte“, und Autor des Stahlratten-Zyklus. Er verfasste Dutzende von SF-Romanen und rund 100 Kurzgeschichten. Außerdem war er Herausgeber, Redakteur, Kritiker, Comic-Texter und -Zeichner.

## Leben
Harrison ist der Sohn des irischstämmigen Henry Leo Dempsey und von Ria Kirjassoff, die mit 15 Jahren aus Russland eingewandert war und aus einer Familie von Rabbis und Lehrern stammte.
Henry – familiär Harry oder auch „Hank“ – Maxwell Dempsey ist Harrisons Geburtsname, entsprechend dem Namen des Vaters. Dieser nannte sich in späteren Jahren allerdings nach seinem Stiefvater Harrison und Henry wuchs daher als ein Harrison auf, auch auf seinen Schulzeugnissen erscheint dieser Name. Erst als er mit 30 Jahren für einen Reisepass seine Geburtsurkunde in die Hände bekam, erfuhr er, das Harry Dempsey sein eigentlicher Name war.
Als Harry zwei Jahre alt war, zog die Familie nach Brooklyn. Der Vater arbeitete unregelmäßig als Drucker und Setzer und Harrison wuchs in schwierigen wirtschaftlichen Verhältnissen auf, die häufige Wohnungs- und damit Schulwechsel bedingten.
Er begann früh zu lesen, bald auch schon Science-Fiction, nachdem er mit sieben Jahren Amazing Stories entdeckt hatte, und 1938, als Harry 13 war, wurde er Gründungsmitglied des Ortsverbands der von Hugo Gernsback gegründeten Science Fiction League in Queens – ein weiteres Gründungsmitglied war der 15 Jahre ältere Sam Moskowitz. Im folgenden Jahre sollte in New York die erste Worldcon stattfinden und die Mitglieder verpflichteten sich zur Teilnahme.
1943 schloss Harrison an der Forest Hills High School ab und wurde bald darauf zum Militärdienst eingezogen. Seiner Neigung entsprechend wurde er zum Techniker bei der US Air Force ausgebildet und hatte in den folgenden Jahren die Aufgabe, in Standorten in Laredo, Texas, und Panama City, Florida, Bordschützen an einem elektronischen Zielgerät auszubilden, dem Sperry Mark I, einer Art frühem Computer. Nach Kriegsende diente er noch eine Zeit lang als Militärpolizist. Kampfeinsätze erlebte er nicht, dennoch vermittelte seine Militärzeit ihm eine lebenslange Abneigung gegen Militär und alles Militärische.
Nach seiner ehrenhaften Entlassung im Rang eines Sergeant begann Harrison mit finanzieller Unterstützung aufgrund des G. I. Bill ein Kunststudium am Hunter College in New York, wo er bei John Blomshield zwei Jahre lang Privatunterricht nahm. Zugleich besuchte er die Cartoonists and Illustrators School. Von 1946 an arbeitete er dann als freischaffender Künstler und Comiczeichner in New York.
Ab 1953 arbeitete er zudem als Redakteur für verschiedene Zeitschriften, namentlich Science Fiction Adventures (Dezember 1953 bis Mai 1954), Fantasy Fiction (unter dem Pseudonym Cameron Hall, November 1953), Jahre später dann noch SF Impulse (Oktober 1966 bis Februar 1967), Fantastic Stories (November 1967 bis Dezember 1968) und Amazing Stories (Dezember 1967 bis November 1968).
1951 hatte Harrison eine eben mal 11-seitige Kurzgeschichte Rock Diver in dem von Damon Knight herausgegebenen Magazin Worlds Beyond veröffentlicht. 1957 erschien dann eine erste Kurzgeschichte mit dem Antihelden Jim DiGriz, der „Stahlratte“, die Harrisons bekannteste Figur werden sollte, in John W. Campbells Magazin Astounding. Der erste Stahlratten-Roman erschien 1961. Die ersten Romane Harrisons vom Anfang der 1960er zeigen bereits seine Bandbreite: da ist sein erster Roman Deathworld (1960), Hard SF über den Kampf von Kolonisten gegen die Ökosphäre eines Planeten, gefolgt von The Stainless Steel Rat (1961), interstellare Abenteuer mit deutlich humoristischem Einschlag, dann Bill, the Galactic Hero, die erste in einer Reihe von Space Opera-Parodien, und schließlich Make Room! Make Room! (1966), eine ernsthafte Auseinandersetzung mit dem Problem der Überbevölkerung, eine heute noch beeindruckende Dystopie und Vorlage für den Film Soylent Green.
1954 hatte er Joan Merkler geheiratet und im Mai des folgenden Jahres wurde ein Sohn geboren, 1959 folgte dann noch eine Tochter.
Harry Harrison hat im Verlauf seines Lebens in verschiedenen Teilen der Welt gelebt, so unter anderem in Mexiko, England, Dänemark und Italien. Zuletzt wohnte er in Dublin. In seinen Büchern wird die Kunstsprache Esperanto häufig als Lingua franca künftiger Welten eingesetzt, besonders in der Stahlratten-Serie und der Todeswelt-Trilogie.

## Auszeichnungen
- 1974: Nebula Award zusammen mit Stanley R. Greenberg für Romanvorlage bzw. Drehbuch des Films … Jahr 2022 … die überleben wollen, der auf dem Roman Make Room! Make Room! (1966) von Harrison basiert
- 1974: Locus Award für die Anthologie Astounding
- 1997: Premio Italia für den Roman The Hammer and the Cross (mit John Holm)
- 2004: Aufnahme in die Science Fiction Hall of Fame
- 2009: SFWA Grand Master Award für das Lebenswerk

## Bibliographie

### Reihen und Zyklen
Die Reihen sind nach dem Erscheinungsjahr des ersten Bandes geordnet.
Todeswelt
- Deathworld 1 (1960), deutsch Die Todeswelt (1966)
- Deathworld 2 (1964, ursprünglich erschienen als The Ethical Engineer), deutsch Die Sklavenwelt (1966)
- Deathworld 3 (1968), deutsch Die Barbarenwelt (1969)
- The Mothballed Spaceship (1973) (abschließende Kurzgeschichte)
- Deathworld Trilogy (Sammelband aller drei Romane, 1974), deutsch Todeswelten (1985)

Brion Brandd
- Planet of the Damned (1961), deutsch Retter einer Welt (1965)
- Planet of No Return (1981), deutsch in Der Planeten-Retter (1986, beide Romane in einem Band)

Stahlratten-Zyklus
Eine Romanreihe um die Figur Jim di Griz, eine Art galaktischer James Bond, quirlig, augenzwinkernd und stets zu Streichen aufgelegt.
- The Stainless Steel Rat (1961), deutsch Agenten im Kosmos (1966) oder Stahlratte zeigt die Zähne, dritter Roman des Stahlratten-Zyklus (1988)
- The Stainless Steel Rat’s Revenge (1970), deutsch Rachezug im Kosmos (1974) oder Stahlratte schlägt zurück, vierter Roman des Stahlratten-Zyklus (1988)
- The Stainless Steel Rat Saves the World (1972), deutsch Ein Fall für Bolivar di Griz, die Stahlratte (1974) oder Stahlratte rettet die Welt, fünfter Roman des Stahlratten-Zyklus (1988)
- The Stainless Steel Rat Wants You (1978), deutsch Jim di Griz, die Edelstahlratte (1979) oder Stahlratte will dich, sechster Roman des Stahlratten-Zyklus (1988)
- The Stainless Steel Rat for President (1982), deutsch Macht Stahlratte zum Präsidenten, siebter Roman des Stahlratten-Zyklus (1988)
- A Stainless Steel Rat Is Born (1985), deutsch Die Geburt einer Stahlratte, erster Roman des Stahlratten-Zyklus (1988)
- The Stainless Steel Rat Gets Drafted (1987), deutsch Stahlratte wird Rekrut, zweiter Roman des Stahlratten-Zyklus (1988)
- Stainless Steel Visions (1993), deutsch Visionen einer Stahlratte, neunter Roman des Stahlratten-Zyklus (1995) [Kurzgeschichtensammlung]
- The Stainless Steel Rat Sings the Blues (1994), deutsch Die Stahlratte singt den Blues, achter Roman des Stahlratten-Zyklus (1995)
- The Stainless Steel Rat Goes to Hell (1996), deutsch Die Stahlratte fährt zur Hölle, zehnter Band des Stahlratten-Zyklus (1997)
- The Stainless Steel Rat Joins the Circus (1999)
- The Stainless Steel Rat Returns (2010)
- You Can Be The Stainless Steel Rat: An Interactive Game Book (Rollenspielbuch, 1988)

Bill, der galaktische Held
- Bill, the Galactic Hero (1964), deutsch Der Chinger-Krieg (1973) oder Der Unglaubliche Beginn (1994)
- Bill, the Galactic Hero on the Planet of Robot Slaves (1989), deutsch Die Welt der Roboter-Sklaven (1994)
- Bill, the Galactic Hero on the Planet of Bottled Brains (1990, mit Robert Sheckley), deutsch Die Welt der essbaren Gehirne (1994)
- Bill, the Galactic Hero on the Planet Of Tasteless Pleasure (1991, mit David Bischoff), deutsch Die Welt der unaussprechlichen Wonnen
- Bill, the Galactic Hero on the Planet Of Zombie Vampires (1991, mit Jack C. Haldeman II), deutsch Die Welt der Zombie-Vampire (1995)
- Bill, the Galactic Hero on the Planet Of Ten Thousand Bars (1991, mit David Bischoff), deutsch Der Planet der zehntausend Bars (1995)
- Bill, the Galactic Hero: The Final Incoherent Adventure (1991, mit David Harris), deutsch Das letzte inkohärente Abenteuer (1997)

The Man from P.I.G.
- The Man from P.I.G. (1968)
- The Man from P.I.G. and R.O.B.O.T. (1974)

Stonehenge
- Stonehenge (mit Leon Stover, 1972)
- Stonehenge: Where Atlantis Died (mit Leon Stover, 1983)

Tony Hawkin
- Montezuma’s Revenge (1972)
- Queen Victoria’s Revenge (1974)

Zu den Sternen – Trilogie
- Homeworld (1980), deutsch Heimwelt. 1982, ISBN 3-453-30836-0.
- Wheelworld (1981), deutsch Radwelt. 1982, ISBN 3-453-30837-9.
- Starworld (1981), deutsch Sternwelt. 1982, ISBN 3-453-30838-7.
- To the Stars (Sammelband aller drei Romane, 1981), deutsch Zu den Sternen. 1990, ISBN 3-453-04277-8.

Eden – Trilogie
- West of Eden (1984), deutsch Diesseits von Eden (1984)
- Winter in Eden (1986), deutsch Winter in Eden (1991)
- Return to Eden (1988), deutsch Rückkehr nach Eden (1992)

Hammer und Kreuz – Trilogie
- The Hammer and the Cross (1993 mit John Holm), deutsch Der Hammer des Nordens (2001)
- One King’s Way (1994 mit John Holm), deutsch Der Pfad des Königs (2001)
- King and Emperor (1996 mit John Holm), deutsch König und Imperator (2001)
- Hammer of the North – Die Söhne des Wanderers (2015, Trilogie in einem Band)

Stars And Stripes – Trilogie
- Stars and Stripes Forever (1998)
- Stars and Stripes in Peril (2000)
- Stars and Stripes Triumphant (2002)

### Einzelromane
- Vendetta For The Saint (1964, als Ghostwriter für Leslie Charteris)
- Plague from Space (1965), deutsch Die Pest kam von den Sternen (1966), Tod vom 5. Planeten (1978)
- Make Room! Make Room! (1966), deutsch New York 1999 (1969, ISBN 3-453-16170-X, Vorlage für den Film Soylent Green, zu deutsch 2022, die überleben wollen, mit Charlton Heston)
- Technicolor Time Machine (1967), deutsch Zeitreise in Technicolor (1970)
- In Our Hands the Stars (1969), deutsch Der Daleth-Effekt (1970)
- Captive Universe (1969), deutsch Welt im Fels (1972)
- The Plague Ship (1969, auch als Spaceship Medic), deutsch Raumschiff in Gefahr (1973)
- The Light Fantastic (1971), deutsch Gezeiten des Lichts (1973)
- A Trans-Atlantic Tunnel, Hurrah! (1972, auch als Tunnel Through the Deeps), deutsch Der große Tunnel (1973); gilt als einer der Vorläufer des Steampunk-Genres.[3]
- Star Smashers of the Galaxy Rangers (1973), deutsch Die Galaxis-Rangers (1981 im Perry Rhodans Magazin in vier Teilen, 1983 als Buch)
- The California Iceberg (1975)
- Lifeboat (mit Gordon R. Dickson, 1975), deutsch Kurs auf 20 B-40 (1976)
- Skyfall (1976), deutsch Das Prometheus-Projekt (1978)
- The QEII Is Missing (1980)
- The Jupiter Plague (1982)
- Invasion: Earth (1982), deutsch Der Tag, als die Erde besetzt wurde (1985)
- Rebel in Time (1983), deutsch Im Süden nichts Neues (1984)
- The Turing Option (mit Marvin Minsky, 1992), deutsch Die Turing-Option (1997)

### Kurzgeschichtensammlungen
- War with the Robots (1962), deutsch Die Roboter rebellieren (1964)
- Two Tales and 8 Tomorrows (1965), deutsch Brüder im All (1968)
- One Step from Earth (1970), deutsch Stationen im All: die Geschichte d. Materie-Transmitters (1972)
- Prime Number (1970), deutsch Primzahl (1972)
- The Best of Harry Harrison (1976)
- Stainless Steel Visions (1993), deutsch Visionen einer Stahlratte, neunter Roman des Stahlratten-Zyklus (1995)
- Galactic Dreams (1994)
- 50 in 50 (2001)

### Kurzgeschichten
- Rock Diver (1951)
- An Artist’s Life (1953, als Felix Boyd)
- Web of the Worlds (1953, mit Katherine MacLean)
- Navy Day (1954)
- The Velvet Glove (1956), deutsch: Roboter-Strategie (1964)
- World in the Balance (1957)
- Welcoming Committee (1957, als Felix Boyd)
- Captain Bedlam (1957)
- Open All Doors (1958, mit Hubert Pritchard)
- The Repairman (1958), deutsch: Funkfeuer (1964)
- The Robot Who Wanted to Know (1958, auch als Felix Boyd), deutsch: Demaskierung (1964)
- Web of the Norns (1958, mit Katherine MacLean)
- The World Otalmi Made (1958)
- Trainee for Mars (1958, auch als: Simulated Trainer), deutsch: Trainingsflug (1964)
- Arm of the Law (1958), deutsch: Polizeirevier Mars (1964)
- The Robots Strike (1959)
- Robot Justice (1959, auch als: I See You), deutsch: Der metallene Richter (1964)
- The K-Factor (1960), deutsch: Der K-Faktor (1969)
- Survival Planet (1961), deutsch: Gesetz des Überlebens (1963) und als Der Planet der Sklaven (1964)
- Toy Shop (1962), deutsch: Spielzeugladen (1972)
- War with the Robots (1962), deutsch: Die Roboter rebellieren (1964)
- The Pliable Animal (1962)
- The Streets of Ashkelon (1962, auch als: An Alien Agony), deutsch: Die Straßen von Ashkelon (1983)
- Captain Honario Harpplayer, R.N. (1963)
- Down to Earth (1963), deutsch: Zurück zur Erde (1972)
- Unto My Manifold Dooms (1964, auch als: The Many Dooms), deutsch: Pechvogel (1965)
- Incident in the IND (1964), deutsch: Zwischenfall in der U-Bahn (1972)
- Final Encounter (1964), deutsch: Begegnung in der Unendlichkeit (1965)
- According to His Abilities (1964)
- How the Old World Died (1964)
- Portrait of the Artist (1964)
- Not Me, Not Amos Cabot! (1964), deutsch: Nicht ich, nicht Amos Cabot (1972)
- Rescue Operation (1964), deutsch: Befreiungsoperation (1987)
- They’re Playing Our Song (1964)
- Rock Pilot (1965)
- Famous First Words (1965), deutsch: Berühmte Worte (1972)
- The Outcast (1965)
- I Always Do What Teddy Says (1965)
- At Last, the True Story of Frankenstein (1965), deutsch: Die wahre Geschichte Frankensteins (1973) und als Endlich die Wahrheit über Frankenstein (1973)
- Contact Man (1966), deutsch: Kontaktmann (1972)
- Mute Milton (1966), deutsch: Der Statist (1972)
- The Gods Themselves Throw Incense (1966)
- The Greatest Car in the World (1966), deutsch: Das beste Auto der Welt (1972)
- A Criminal Act (1966), deutsch: Ein Verbrechen (1972)
- You Men of Violence (1967), deutsch: Wer Gewalt sät (1972)
- The Man from P.I.G. (1967)
- The Fairly Civil Service (1967, auch als: A Civil Service Servant), deutsch: Im öffentlichen Dienst (1968) und als Ein Beamter (1972)
- I Have My Vigil (1968), deutsch: Der Unermüdliche (1968)
- The Secret of Stonehenge (1968), deutsch: Das Geheimnis von Stonehenge (1969)
- The Powers of Observation (1968), deutsch: Beobachtungsgabe (1972)
- Praiseworthy Saur (1969, auch als: If), deutsch: Wenn (1972)
- The Ghoul Squad (1969), deutsch: Die Leichenfledderer (1972)
- The Man from R.O.B.O.T. (1969)
- Plague Ship (1969)
- Commando Raid (1970), deutsch: Kommandounternehmen (1972) und als Unternehmen Stosstrupp (1982)
- The Final Battle (1970), deutsch: Der Endkampf (1972) und als Bis die Kriegstrommeln nicht mehr dröhnen - (1984)
- The Finest Hunter in the World (1970), deutsch: Der beste Jäger der Welt (1972) und als Auf alles vorbereitet (1984)
- The Pad (1970, auch als: The Pad-A Story of the Day After the Day After Tomorrow, 1994), deutsch: Die Ausrede (1972)
- By the Falls (1970), deutsch: Bei den Wasserfällen (1978) und als Am Wasserfall (1982)
- American Dead (1970)
- The Ever-Branching Tree (1970)
- The Wicked Flee (1971)
- Brave Newer World (1971)
- Roommates (1971), deutsch: Wohngemeinschaft (1981)
- Strangers (1972)
- An Honest Day’s Work (1973)
- The Defensive Bomber (1973, als Hank Dempsey)
- We Ate the Whole Thing (1973)
- Space Rats of the C.C.C. (1974), deutsch: Die Raumratten vom KKK (1982)
- The Graduates (1974)
- Ad Astra (1974)
- The Whatever-I-Type-is-True Machine (1974, mit Barry N. Malzberg)
- Speed of the Cheetah, Roar of the Lion (1975), deutsch: Ein Alptraum für Saudi-Arabien (1984)
- The California Iceberg (1975)
- Run from the Fire (1975), deutsch: Flucht vor dem Feuer (1985)
- The Last Train (1976)
- The Greening of the Green (1978), deutsch: Es grünt so grün ... (1984)
- Sawney Bean (1978)
- Planet Story (1979), deutsch: Planeten-Story (1980)
- A Fragment of Manuscript (1980), deutsch: Für’n General ein gefundenes Fressen, verflixt noch mal! (1984)
- The Day After the End of the World (1980)
- In the Beginning (1985)
- After the Storm (1985)
- The View from the Top of the Tower (1986), deutsch: Der Blick von der Turmspitze (1987)
- We Are Coming, Doctor Zamenhof, We Are Coming! (1987)
- The Curse of the Unborn Living Dead (1988)
- Samson in the Temple of Science (1989)
- A Letter from the Pope (1990, mit Tom Shippey)
- Luncheon in Budapest (1990)
- Tragedy in Tibet (1990)
- Dawn of the Endless Night (1992)
- A Dog and His Boy (1995)
- The Road to the Year 3000 (1999)
- Frankenstein in Brighton (2008)
- A Cautionary Story of the EEC, deutsch: Der EWG zur Warnung (1982)

### Comics
- Rick Random
- Flash Gordon (1958–1964)
- Planet Story (1979, illustriert von Jim Burns), deutsch Planeten-Story (1980)

### Sachliteratur
- Great Balls Of Fire: A History of Sex in Science Fiction Illustration (1977)
- Spacecraft In Fact And Fiction (mit Malcolm Edwards, illustriert, 1979)
- Mechanismo (1978), deutsch Mechanismo (1978, ISBN 3-8118-0169-4): ein Bildband mit Texten von Harry Harrison und Zeichnungen von Jim Burns und anderen, der unterschiedliche Science-Fiction-Technologien beschreibt und illustriert.